# Napaskiak
Napaskiak ist ein Ort mit dem Status einer City in der Bethel Census Area in Alaska. Das U.S. Census Bureau hatte bei der Volkszählung 2020 eine Einwohnerzahl von 509 ermittelt. Das Eskimo-Dorf liegt im Yupik-Sprachenraum. Der Ort ist nicht zu verwechseln mit Napakiak.

## Geographie
Napaskiak befindet sich im Südwesten von Alaska am linken Flussufer des Kuskokwim River, 9,5 km südlich vom Verwaltungszentrum Bethel. Der etwa drei Meter über dem Meeresspiegel gelegene Ort befindet sich im Yukon-Kuskokwim-Delta und im Schutzgebiet Yukon Delta National Wildlife Refuge. Am gegenüberliegenden Flussufer liegt Oscarville. 12 km flussabwärts befindet sich auf dem gegenüberliegenden Flussufer Napakiak. Napaskiak verfügt über einen Flugplatz.

## Geschichte
Der Ort erschien erstmals als „Napasiak“ auf einer Landkarte des U.S. Coast & Geodetic Survey (USC&GS). Beim U.S. Census 1880 lebten 196 Einwohner in dem Ort. 1931 wurde eine russisch-orthodoxe Kirche errichtet. 1939 kam eine Schule hinzu. Am 12. Oktober 1971 erhielt Napaskiak den Status einer City. Heute lebt die Bevölkerung hauptsächlich von kommerziellem Fischfang und von Subsistenzwirtschaft. Der Verkauf und die Einfuhr von Alkohol sind in Napaskiak verboten.

## Demografie
Zum Zeitpunkt der Volkszählung im Jahre 2020 (U.S. Census 2020) hatte Napaskiak 509 Einwohner auf einer Landfläche von 7,51 km². Von den Einwohnern waren 12 Weiße und 488 amerikanisch-indianischer Abstammung.
Beim Zensus im Jahr 2000 wurden 390 Einwohner gezählt, 2010 waren es 405.